# Shibi (tuile)

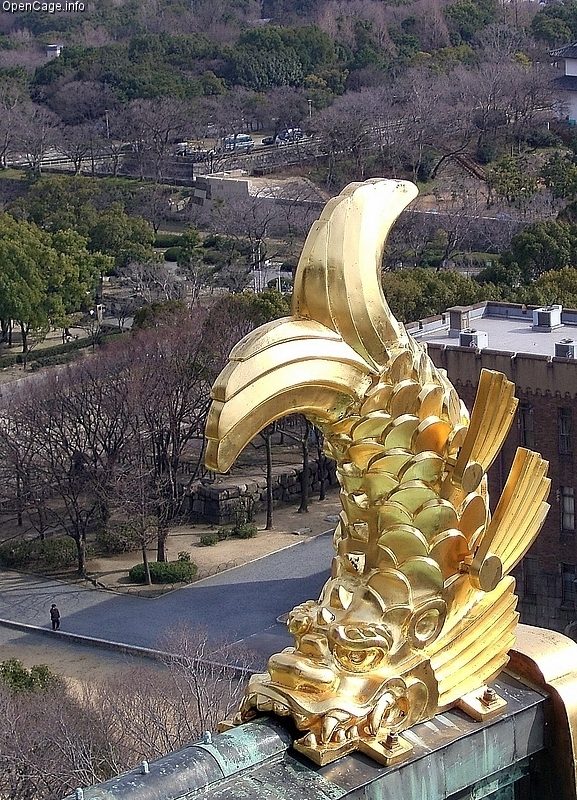
Un shibi en forme de shachihoko.

Un shibi (鴟尾, shibi) est une tuile ornementale japonaise installée aux deux extrémités du faîtage qui couvre un toit en bardeaux. Le kanji du mot signifie à la fois « cerf-volant » et « queue ».
À cause de sa ressemblance avec une chaussure, il est parfois appelé une kutsugata (沓形, kutsugata), ce qui signifie « forme de chaussure ».
Les shibi prennent souvent la forme d'un shachihoko.

## Galerie

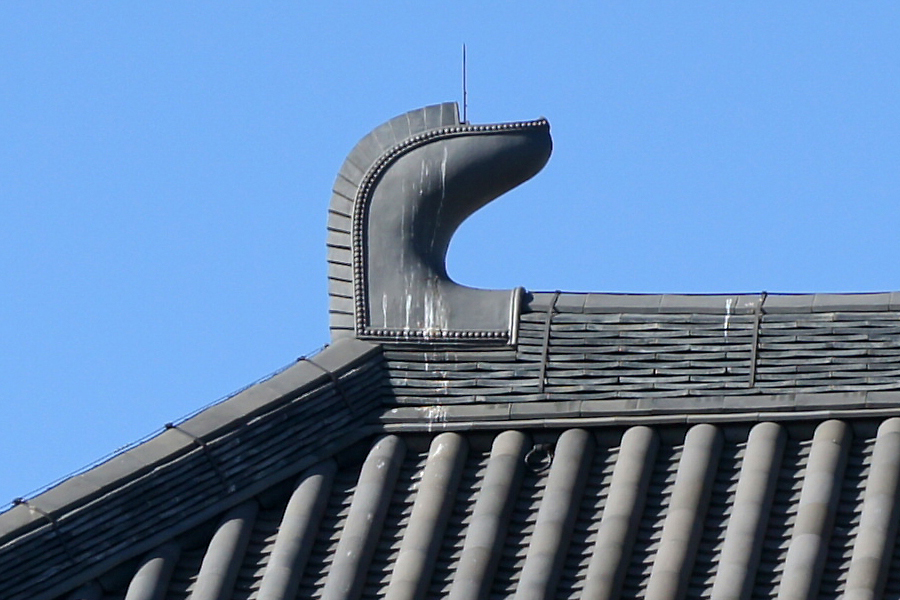
Tōshōdai-ji.
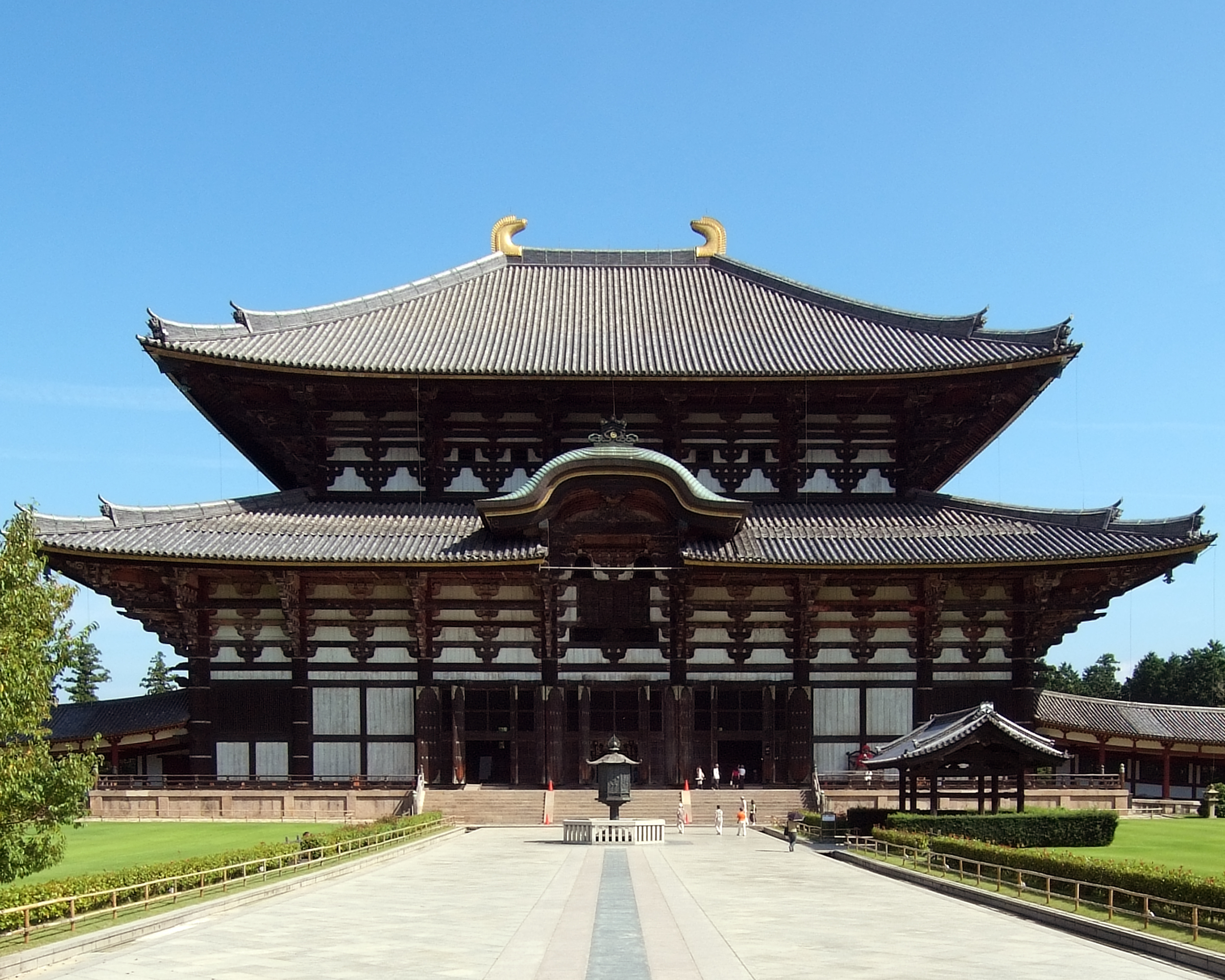
Tōdai-ji.